# Île Vidal Gormaz
L'île Vidal Gormaz (en espagnol : Isla Vidal Gormaz, parfois improprement notée Vidal Gómez ou Vidal Gomez ou Vidal), est une île de l'archipel de la Reine Adélaïde, dans le sud du Chili. Elle est administrativement rattachée à la région de Magallanes et de l'Antarctique chilien, en Patagonie chilienne ; elle fait partie de la réserve nationale Alacalufes.

## Géographie

### Situation  et caractéristiques physiques
L'île Vidal Gormaz est située à l'intérieur de l'archipel de la Reine Adélaïde, bien que sa pointe occidentale s'ouvre directement sur l'océan Pacifique.
| L'île Vidal Gormaz est entourée par les bras de mer et autres îles suivantes : - au nord, le canal de Natuel la sépare de l'île Natuel ; - à l'est, la petite île Kopaitic ; - au sud-est, le canal Nuevo la sépare de l'île Maldonado ; - au sud, le golfe Sarmiento de Gamboa la sépare de l'île Pacheco ; - à l'ouest, le canal de Nogueira la sépare de l'Île Contreras. |

L'île Vidal Gormaz est de forme très irrégulière et allongée ; elle est totalement rocheuse.
Sa superficie est de 274,3 kilomètres carrés ; son point culminant est à 1 098 mètres d'altitude.

## Histoire
L'île est nommée d'après Francisco Vidal Gormaz (* 1837 – † 1907), marin, militaire et hydrographe chilien.